# Liste Kanaanäischer Götter
Die folgenden Gottheiten wurden bei den Kanaanäern verehrt.
- El – der oberste Gott der Kanaanäer
- Ba’al – Wettergott und oberster Stadtgott Ugarits
- Dagān – galt in Kanaan als Gott der Fruchtbarkeit und des Getreides
- Yam – Wasser- und Meeresgott, Widersacher Baals
- Mot – Todesgott, Widersacher Ba’als
- Reschef – Phönikischer Bogengott
- Anath – Schwester  Baals, Liebes- und Kriegsgöttin
- Aschtar – Fruchtbarkeitsgott
- Aschirat/Aschera – Gemahlin Els
- Aschtart/Astarte – Fruchtbarkeitsgöttin

## Ammon
(siehe auch Ammon (Staat))
- Milkom
- Moloch

## Moab
(siehe auch Moab (Bibel))
- Kamosch – Kriegsgott

## Andere
- Qaus – Wetter- bzw. später Kriegsgott
- Jovi, Assyrien